# Síndrome del nord
La síndrome del nord (basc: Iparreko sindrome, castellà: Síndrome del norte) és el nom que rep una síndrome que pateixen els membres de les forces de seguretat espanyoles que treballen al País Basc Meridional (Policia Nacional i Guàrdia Civil espanyoles).
Com a conseqüència, hi ha hagut diversos casos de suïcidi entre policies i guàrdies civils espanyols al País Basc Sud. El trastorn va ser especialment influent als anys vuitanta. Alguns experts creuen que la síndrome s'ha de classificar com un trastorn d'estrès posttraumàtic. L'any 1985, els experts forenses van examinar el primer cas. El guàrdia civil José Antonio Sánchez va matar un transsexual a Barcelona. La condemna es va reduir a "vuit mesos pel deteriorament de la seva situació mental i emocional al País Basc". L'informe forense constatava que el guàrdia civil estava traumatitzat per la situació al País Basc.
El govern espanyol no ha reconegut mai que existeixi aquesta síndrome, encara que sigui de manera indirecta, perquè ETA podria reconèixer que estava aconseguint els seus objectius militars. En relació amb l'anterior, però ha reconegut que la policia espanyola tenia poc suport al País Basc Sud.
Tot i que aquesta frase gairebé mai no s'ha utilitzat per a l'Ertzaintza (va aparèixer en alguns diaris l'any 2008), el 2016 el Govern Basc va concedir una subvenció per estudiar l'impacte d'aquesta síndrome en l'Ertzaintza.
La banda Soziedad Alkoholika va publicar l'any 1993 una cançó sobre la síndrome, titulada Síndrome del norte.